# Albrecht Fölsing
Albrecht Fölsing (Bad Salzungen, 1940 – Hamburgo, 8 de abril de 2018) foi um físico e jornalista científico alemão.
Após estudar física em Berlim, Filadélfia e Hamburgo, trabalhou como assistente de pesquisas no Síncrotron Alemão de Elétrons. De 1973 a 2001 foi chefe de redação para ciência, natureza e meio ambiente do canal de televisão alemão NDR, e responsável por programas científicos como "Prisma" no canal de televisão N3 e "Imagens da Ciência" e "Globus" no canal ARS, bem como por documentações sobre ciências naturais e vida animal.
Escreveu diversas biografias de físicos famosos. Para sua biografia sobre Einstein fez exastivos trabalhos de pesquisa em arquivos alemães, suíços, estadunidenses e em Jerusalém. Em 2003 foi agraciado pelo Instituto de História das Ciências Naturais, Matemática e Tecnologia da Universidade de Hamburgo com o título de doutor honoris causa (Dr. h. c.) de ciências naturais como prêmio a suas conquistas sobre a história das ciências naturais. Seu livro Der Mogelfaktor trata de fraudes nas ciências.
Sua mulher, Ulla Fölsing, estudou economia popular, sociologia e ciências políticas, trabalhou como jornalista independente e escreveu entre outros sobre sociologia científica e história da cultura. Escreveu dentre outros uma biografia de Marie Curie e sobre mulheres cientistas que foram laureadas com o Prêmio Nobel.

## Obras
- Albert Einstein: eine Biographie, Suhrkamp Verlag, 1993
- Wilhelm Conrad Röntgen : Aufbruch ins Innere der Materie, Hanser Verlag, 1995
- Heinrich Hertz : eine Biographie, Hoffmann und Campe, 1997
- Galileo Galilei - Prozeß ohne Ende : eine Biographie, Piper, Munique, 1983
- Albert Einstein : Der Pazifist und die Bombe, Filme, Grünwald 1985, Institut für Film und Bild in Wissenschaft und Unterricht
- Der Mogelfaktor: die Wissenschaftler und die Wahrheit, Rasch und Röhring, 1984

Como editor:
- Die Constitution der Materie : eine Vorlesung über die Grundlagen der Physik aus dem Jahre 1884 / Heinrich Hertz